# Les Habères
Les Habères sont une station de sports d'hiver du massif d'Hirmentaz, située sur le territoire communal de Habère-Lullin et Habère-Poche, dans le département de la Haute-Savoie en région Auvergne-Rhône-Alpes. Le domaine skiable est relié à la station d'Hirmentaz (commune de Bellevaux).

## Géographie

### Localisation
Le domaine est installé sur les versants de la montagne d'Hirmentaz, dans le massif du Chablais.

### Accès à la station
L'accès au pied des pistes se fait par le chef-lieu du village d'Habère-Poche, au lieu-dit le Bois-Noir ou par la route du col de Terramont aux lieux-dits la Frastaz et les Granges.
Le domaine nordique des Moises est accessible par la départementale D12. Le foyer de ski de fond se trouve sur la commune d'Habère-Poche.

## Toponymie
Le domaine skiable du massif situé sur le flanc de la montagne d'Hirmentaz, commun à Habère-Lullin et Habère-Poche, s'intitule « Les Habères »
La station porte l'ancien nom de l'entité réunissant les communes actuelles d'Habère-Lullin et d'Habère-Poche, un territoire qui s'étendait de la crête située entre le col de Cou à celui des Moises.
Les Habères est un toponyme provenant probablement d'une mauvaise graphie par prosthétique du mot Abère signifiant « abreuvoir, fontaine », qui correspondrait à la forme topographique du site,.

## Histoire
Après des courses intercommunales organisées sur le versant sud de la Turche depuis 1935, les deux premiers téléskis apparaissent en 1964 en deux lieux différents : au Bois-Noir et sur la route du col de Cou au lieu-dit le Fay dont le site est abandonné depuis. Deux téléskis sont inaugurés en 1969 au lieu-dit les Granges sur la route du col de Terramont ; le plus long qui assure la liaison avec Bellevaux devient le télésiège des Crêtes en 1983.
Le Bois Noir est alors prolongé en 1974 par un téléski, devenu aujourd'hui le télésiège du Darandet afin d'assurer la liaison entre les deux sites. Ce long chemin en faux-plat s'avérant fastidieux, le télésiège de la Frastaz est construit entre les deux, augmentant alors considérablement le domaine skiable. L'aménagement de la partie basse au sein du village pour l'initiation des débutants et un dernier téléski dit du Replan complète le dispositif pour optimiser l'exploitation du flanc ouest de la montagne.

## La station

### La station
Habère-Poche fut longtemps un village de montagne aux hameaux très dispersés. Depuis la création de la station le chef-lieu qui ne regroupait outre la mairie et l'église que quelques maisons éparses tend à s'étoffer avec la construction d'immeubles de taille moyenne contribuant à la structuration d'une place centrale autour d'un restaurant, quelques commerces et l'office de tourisme La reconstruction récente à proximité de l'école primaire contribue à étoffer ce nouveau bourg qui conserve néanmoins un caractère de village authentique.

### Hébergement et restauration
En 2016, la capacité d'accueil de la station, estimée par l'organisme Savoie Mont Blanc, est de 740 lits touristiques répartis dans 144 établissements. Les hébergements se répartissent comme suit : 6 meublés et un hôtel.

## Le domaine

### Pistes et remontées mécaniques
3 télésièges, 5 téléskis, 18 pistes dont 54 % de rouges, 38 % de bleues et 4 % de vertes comme de noires pour un total de 25 km. La station des Habères est reliée à celle de Bellevaux-Hirmentaz (15 remontées mécaniques dont 3 télésièges pour 25 pistes tous niveaux) avec laquelle elle a un forfait commun.

### Domaine nordique
Le domaine nordique des Moises (voir Col des Moises) est composé de deux pistes vertes, deux bleus, deux rouges et une noire, pour un total de 30 km de pistes. La boucle Les Moises-Col du Feu fait 15 km.

### Gestion
Communes d'Habère-Poche et d'Habère-Lullin jusqu'en 2014, puis seulement Habère-Poche depuis 2015.

## Sports

### Sports d'hiver
La pratique du ski alpin est ancienne dans ce village où le premier concours de ski remonte à 1935 sur une piste de 250 mètres de dénivelée damée par des remontées en escalier. Depuis le ski-club de la vallée Verte bien structuré assure la formation des jeunes skieurs de la vallée et l'école de ski, forte de 18 moniteurs et monitrices permanents et de 20 temporaires en haute période assure l'encadrement des hivernants.

### Période estivale
Pêche, randonnées à pied, en VTT et manifestations ponctuelles.

### Autres animations
- en juin, c'est le « Printemps des Moises ».
- en juillet : la fête nationale avec bal populaire et feu d'artifice.
- en août : chaque année le festival Rock'n Poche se déroule au pied d'un des télésièges de la station. Puis suivent la « Nuit des étoiles », le « Grand marché du terroir et de l'artisanat » et l'exposition « Les trésors du grenier ».
- Le Capriccio français y donne chaque été un des concerts de son académie d'été dont la première édition a eu lieu à Habère-Poche en 1998.

## Pour aller plus loin